# Xã Elmer, Quận Sanilac, Michigan
Xã Elmer (tiếng Anh: Elmer Township) là một xã thuộc quận Sanilac, tiểu bang Michigan, Hoa Kỳ. Năm 2010, dân số của xã này là 806 người.